# بوكيمون مايستري دونغون: إكسبلورس أف تايم وإكسبلورس أف داركنيس
بوكيمون مايستري دونغون: إكسبلورس أف تايم وإكسبلورس أف داركنيس (بالإنجليزية: Pokémon Mystery Dungeon: Explorers of Time and Explorers of Darkness)‏ (باليابانية: ポケモン不思議のダンジョン 時の探検隊・闇の探検隊)،هي لعبة فيديو من تطوير شونسوفت، ومن نشر ذا بوكيمون كامبوني اليابانية، صدرت في الأسواق سنة 2007، وتعمل لمنصة نينتندو دي إس.

## المواقع الخارجية
- الموقع الرسمي (باليابانية)
- الموقع الرسمي (بالإنجليزية)